# 논산부창초등학교
논산부창초등학교는 대한민국 충청남도 논산시 부창동에 있는 공립 초등학교이다.

## 학교 연혁
| 1910년 | 3월 5일   | 사립논산학원 창립(본교 전신)                  |
| 1913년 | 6월 30일  | 노성공립보통학교(4년제) 개교(광석면 논산리)   |
| 1914년 | 3월 1일   | 논산공립보통학교로 교명 변경(행정구역 개편)   |
| 1916년 | 7월 1일   | 현재 위치로 교사 이전                         |
| 1921년 | 4월 1일   | 6년제로 인가                                  |
| 1938년 | 4월 1일   | 논산대화공립심상소학교로 교명 변경            |
| 1941년 | 4월 1일   | 논산대화공립국민학교로 교명 변경              |
| 1946년 | 4월 1일   | 논산제일공립국민학교로 교명 변경              |
| 1948년 | 4월 1일   | 논산부창국민학교로 교명 변경                  |
| 1981년 | 2월 26일  | 병설유치원 인가                               |
| 1981년 | 3월 8일   | 병설유치원 개원(1학급)                        |
| 1984년 | 3월 8일   | 병설유치원 2학급 인가                         |
| 1984년 | 12월 31일 | 다목적 교실 준공                              |
| 1996년 | 3월 1일   | 논산부창초등학교로 교명 변경                  |
| 1996년 | 3월 4일   | 학교 급식 실시(4-6학년)                       |
| 1997년 | 3월 1일   | 논산중앙초등학교 분리(1-5학년)                |
| 1998년 | 3월 2일   | 전교생 급식 실시(1-6학년)                     |
| 1999년 | 7월 19일  | 연구실 3개교실, 교문신축, 유치원 4개교실 개선 |
| 2001년 | 11월 20일 | 휴양대 설치 및 조회대 신축                    |
| 2006년 | 3월 24일  | 급식실 현대화 완공                            |
| 2006년 | 10월 24일 | 창조관 리모델링                               |
| 2009년 | 8월 31일  | 논산부창초등학교 병설유치원 퇴원              |
| 2017년 | 2월 14일  | 제102회 졸업식(61명) 누계(23,013명)           |
| 2017년 | 3월 1일   | 18(특수2)학급 편성(413명)                     |

|2018년
12월31일 2018년 학생수련활동 
우수학교 표창(충청남도 교육감)
|2019년
전국소년체육대회 우수학교 표창(충청남도 교육감)
|2020년 
학교독서대상(충청남도 교육감)
|2021년 
학교폭력예방 우수교 표창(충청남도 교육감)
참학력수학 선도학교 표창(충청남도 교육감) 학교예술교육유공 표창(충청남도 교육감)
|2022년 
청렴인식진단결과 표창(충청남도 교육감)
방과후학교 우수교 표창(충청남도 교육감)
|2023
제108회 졸업식(66명) 누계(23,427명)
14학급(특수2) 편성(총 257명)
어울림 한마당 개최
충청남도 학교 스포츠 클럽 피구 여초부 3등
교통안전 캠페인 개최
따뜻한 겨울 보내기 캠페인 개최
소방훈련 실시
6학년 수학여행 실시(서울특별시,경기도)
|2024년 제109회 졸업식(54명) 누계(23,067명
자세한 사항은 홈페이지 참고.

## 참고 자료
- 논산부창초등학교 - 한국교육학술정보원 학교알리미